# Koléa
Koléa (em árabe: القليعة), também escrita Coléah, é uma comuna localizada na província de Tipasa, Argélia. Sua população estimada em 2008 era de 54 401 habitantes.